# Kazimierz Madziała
Kazimierz Madziała (ur. 7 lutego 1944 w Żarnowie, zm. 3 stycznia 2023 w Kaliszu) – polski organista i pedagog.
Był synem Adama i Stanisławy. Ukończył studia w Państwowej Wyższej Szkole Muzycznej w Łodzi (klasa organów prof. Jana Kucharskiego). Od 1972 pracował w Państwowej Średniej Szkole Muzycznej II stopnia im. Henryka Melcera w Kaliszu, gdzie prowadził klasę organów. W 1988 rozpoczął pracę na Wydziale Pedagogiczno-Artystycznym w Kaliszu Uniwersytetu im. Adama Mickiewicza w Poznaniu. Był tam m.in. kierownikiem Zakładu Edukacji Muzycznej a także Zakładu Muzyki Organowej i Sakralnej. Doktor habilitowany (habilitacja w 2007 na podstawie pracy: Formy wariacyjne w wybranych utworach organowych Johanna Sebastiana Bacha, Feliksa Mendelssohna-Bartholdyego i Mieczysława Surzyńskiego), profesor UAM. Z recitalami występował w Czechach, Hiszpanii, na Litwie, w Niemczech, Norwegii, Szwecji, na Węgrzech i we Włoszech. 
Został pochowany 7 stycznia 2023 na cmentarzu komunalnym w Kaliszu. 